# آکیو میمورا
آکیو میمورا (به ژاپنی: 三村明夫) (زاده ۲ نوامبر ۱۹۴۰) کارآفرین، بازرگان و مدیر اجرایی ژاپنی است، که در حال حاضر به‌عنوان مدیر عامل اجرایی شرکت نیپون استیل فعالیت می‌کند.